# Mikulin AM-39
O Mikulin AM-39 foi um motor aeronáutico a pistão soviético projetado na década de 1940. Representando uma versão de alta potência do AM-35A, o AM-39 foi utilizado nos caças Mikoyan-Gurevich I-220 e Polikarpov ITP e no bombardeiro Tupolev SDB.